# Vòng loại Giải vô địch bóng đá thế giới 2010 – Khu vực Bắc, Trung Mỹ và Caribe (Vòng 4)
Bài viết sau đây là tóm tắt của các trận đấu ở vòng 4, vòng loại giải vô địch bóng đá thế giới 2010 khu vực Bắc, Trung Mỹ và Caribe. Tại vòng 4, 6 đội mạnh nhất đấu vòng tròn hai lượt đi và về, sân nhà-sân khách, lấy ba đội đứng đầu giành vé vào thắng vòng chung kết. Đội hạng tư đấu trận play-off với đội hạng năm của khu vực CONMEBOL để giành vé tới Nam Phi.

## Kết quả
| Đội tuyển          | St | T | H | B | Bt | Bb | Hs  | Điểm |
| ------------------ | -- | - | - | - | -- | -- | --- | ---- |
| Hoa Kỳ             | 10 | 6 | 2 | 2 | 19 | 13 | +6  | 20   |
| México             | 10 | 6 | 1 | 3 | 18 | 12 | +6  | 19   |
| Honduras           | 10 | 5 | 1 | 4 | 17 | 11 | +6  | 16   |
| Costa Rica         | 10 | 5 | 1 | 4 | 15 | 15 | 0   | 16   |
| El Salvador        | 10 | 2 | 2 | 6 | 9  | 15 | −6  | 8    |
| Trinidad và Tobago | 10 | 1 | 3 | 6 | 10 | 22 | −12 | 6    |

|                    | Costa Rica | El Salvador | Honduras | México | Trinidad và Tobago | Hoa Kỳ |
| ------------------ | ---------- | ----------- | -------- | ------ | ------------------ | ------ |
| Costa Rica         | –          | 1–0         | 2–0      | 0–3    | 4–0                | 3–1    |
| El Salvador        | 1–0        | –           | 0–1      | 2–1    | 2–2                | 2–2    |
| Honduras           | 4–0        | 1–0         | –        | 3–1    | 4–1                | 2–3    |
| México             | 2 –0       | 4–1         | 1–0      | –      | 2–1                | 2–1    |
| Trinidad và Tobago | 2–3        | 1–0         | 1–1      | 2–2    | –                  | 0–1    |
| Hoa Kỳ             | 2–2        | 2–1         | 2–1      | 2–0    | 3–0                | –      |

- Hoa Kỳ, Mexico và Honduras giành quyền dự World Cup 2010.
- Costa Rica giành quyền dự vòng play-off CONMEBOL/CONCACAF.

| Hoa Kỳ             | 2–0      | México |
| ------------------ | -------- | ------ |
| Bradley 43', 90+2' | Chi tiết |        |

| El Salvador       | 2–2      | Trinidad và Tobago             |
| ----------------- | -------- | ------------------------------ |
| Romero 82', 90+3' | Chi tiết | Edwards 7' · Yorke 26' (ph.đ.) |

| Costa Rica       | 2–0      | Honduras |
| ---------------- | -------- | -------- |
| Furtado 48', 59' | Chi tiết |          |

| México                        | 2–0      | Costa Rica |
| ----------------------------- | -------- | ---------- |
| Bravo 20' · Pardo 52' (ph.đ.) | Chi tiết |            |

| Trinidad và Tobago | 1–1      | Honduras  |
| ------------------ | -------- | --------- |
| Hyland 90'         | Chi tiết | Pavón 51' |

| El Salvador                    | 2–2      | Hoa Kỳ                    |
| ------------------------------ | -------- | ------------------------- |
| Quintanilla 15' · Castillo 72' | Chi tiết | Altidore 77' · Hejduk 88' |

| Hoa Kỳ                 | 3–0      | Trinidad và Tobago |
| ---------------------- | -------- | ------------------ |
| Altidore 13', 71', 89' | Chi tiết |                    |

| Honduras                    | 3–1      | México               |
| --------------------------- | -------- | -------------------- |
| Costly 17', 79' · Pavón 43' | Chi tiết | Castillo 82' (ph.đ.) |

| Costa Rica  | 1–0      | El Salvador |
| ----------- | -------- | ----------- |
| Centeno 69' | Chi tiết |             |

| Costa Rica                            | 3–1      | Hoa Kỳ                |
| ------------------------------------- | -------- | --------------------- |
| Saborío 2' · Borges 13' · Herrera 68' | Chi tiết | Donovan 90+2' (ph.đ.) |

| Trinidad và Tobago       | 2–3      | Costa Rica                    |
| ------------------------ | -------- | ----------------------------- |
| Edwards 29' · Samuel 63' | Chi tiết | Saborío 40' · Borges 52', 68' |

| Hoa Kỳ                              | 2–1      | Honduras  |
| ----------------------------------- | -------- | --------- |
| Donovan 43' (ph.đ.) · Bocanegra 68' | Chi tiết | Costly 5' |

| El Salvador                            | 2–1      | México             |
| -------------------------------------- | -------- | ------------------ |
| Martínez 11' · Quintanilla 86' (ph.đ.) | Chi tiết | Blanco 71' (ph.đ.) |

| Honduras  | 1–0      | El Salvador |
| --------- | -------- | ----------- |
| Pavón 13' | Chi tiết |             |

| México                | 2–1      | Trinidad và Tobago |
| --------------------- | -------- | ------------------ |
| Franco 2' · Rojas 48' | Chi tiết | Tinto 45+1'        |

| México                 | 2–1      | Hoa Kỳ    |
| ---------------------- | -------- | --------- |
| Castro 19' · Sabah 82' | Chi tiết | Davies 9' |

| Trinidad và Tobago | 1–0      | El Salvador |
| ------------------ | -------- | ----------- |
| Glen 7'            | Chi tiết |             |

| Honduras                                          | 4–0      | Costa Rica |
| ------------------------------------------------- | -------- | ---------- |
| Costly 30', 90+2' · Pavón 51' · M. Valladares 89' | Chi tiết |            |

| Hoa Kỳ                       | 2–1      | El Salvador  |
| ---------------------------- | -------- | ------------ |
| Dempsey 41' · Altidore 45+2' | Chi tiết | Castillo 31' |

| Honduras                                 | 4–1      | Trinidad và Tobago |
| ---------------------------------------- | -------- | ------------------ |
| Pavón 20', 28' · Guevara 62' · Suazo 83' | Chi tiết | Baptiste 86'       |

| Costa Rica | 0–3      | México                                       |
| ---------- | -------- | -------------------------------------------- |
|            | Chi tiết | dos Santos 45+1' · Franco 62' · Guardado 71' |

| Trinidad và Tobago | 0–1      | Hoa Kỳ    |
| ------------------ | -------- | --------- |
|                    | Chi tiết | Clark 61' |

| El Salvador    | 1–0      | Costa Rica |
| -------------- | -------- | ---------- |
| Corrales 90+1' | Chi tiết |            |

| México             | 1–0      | Honduras |
| ------------------ | -------- | -------- |
| Blanco 76' (ph.đ.) | Chi tiết |          |

| México                                                         | 4–1      | El Salvador  |
| -------------------------------------------------------------- | -------- | ------------ |
| González 25' (lưới nhà) · Blanco 71' · Palencia 85' · Vela 90' | Chi tiết | Martínez 89' |

| Costa Rica                                            | 4–0      | Trinidad và Tobago |
| ----------------------------------------------------- | -------- | ------------------ |
| James 26' (lưới nhà) · Centeno 51' · Saborío 61', 64' | Chi tiết |                    |

| Honduras         | 2–3      | Hoa Kỳ                       |
| ---------------- | -------- | ---------------------------- |
| de León 47', 78' | Chi tiết | Casey 50', 66' · Donovan 71' |

| El Salvador | 0–1      | Honduras  |
| ----------- | -------- | --------- |
|             | Chi tiết | Pavón 64' |

| Trinidad và Tobago        | 2–2      | México                    |
| ------------------------- | -------- | ------------------------- |
| Baptiste 23' (ph.đ.), 61' | Chi tiết | Esqueda 57' · Salcido 65' |

| Hoa Kỳ                        | 2–2      | Costa Rica    |
| ----------------------------- | -------- | ------------- |
| Bradley 71' · Bornstein 90+4' | Chi tiết | Ruiz 20', 23' |

## Cầu thủ ghi bàn
7 bàn
| - Carlos Pavón |

5 bàn
| - Carlo Costly | - Jozy Altidore |  |

4 bàn
| - Álvaro Saborío |

3 bàn
| - Celso Borges - Cuauhtémoc Blanco | - Kerry Baptiste - Michael Bradley | - Landon Donovan |

2 bàn
| - Walter Centeno - Andy Furtado - Bryan Ruiz - Cristian Castillo | - Julio Martínez - Osael Romero - Eliseo Quintanilla - Julio César de León | - Guillermo Franco - Carlos Edwards - Conor Casey |

1 bàn
| - Pablo Herrera - Rudis Corrales - Amado Guevara - David Suazo - Melvin Valladares - Omar Bravo - Nery Castillo - Israel Castro - Giovani dos Santos - Enrique Esqueda | - Andrés Guardado - Francisco Palencia - Pável Pardo - Óscar Rojas - Miguel Sabah - Carlos Salcido - Carlos Vela - Cornell Glen - Khaleem Hyland | - Collin Samuel - Hayden Tinto - Dwight Yorke - Carlos Bocanegra - Jonathan Bornstein - Ricardo Clark - Charlie Davies - Clint Dempsey - Frankie Hejduk |

Phản lưới nhà
| - Marvin González (trong trận gặp México) | - Julius James (trong trận gặp Costa Rica) |  |